# Schlagen (Gemeinde Gmunden)
Schlagen ist ein Stadtteil wie auch Katastralgemeinde der Stadt Gmunden in Oberösterreich.

## Geographie
Schlagen liegt östlich der Traun oberhalb des Traunsee, auf um die 500 m ü. A. Höhe. 
Die Katastralgemeinde mit 1022 Hektar ist wesentlich umfassender. Sie erstreckt sich vom Traunseeufer bei Weyer über den Ort Schlagen bis an die Gemeindegrenze, nordwärts über Tastelberg bis an die Linzerstraße rechtsufrig oberhalb der Traun, und südwärts bis an die Laudach bei Klamm, und umfasst oberhalb, an der Nordabdachung des Traunsteinmassivs, auch noch den Laudachsee auf 894 m ü. A., dessen Südrand die Katastralgrenze bildet.
|                                | Tastelberg (Stt)                            | Moosham (KG, Gem. Gschwandt)                           |
| Traundorf (Stt und KG) ∗       | Kompassrose, die auf Nachbargemeinden zeigt | Baumgarten (Gem. Gschwandt) Waldbach (Gem. Gschwandt)  |
| Weyer (Stt) Traunstein (KG) ∗∗ |                                             | Klamm (Gem. Gmunden) Mühldorf II (KG, Gem. St. Konrad) |

∗ Die Katastralgemeinde Traundorf zieht sich direkt rechts der Traun ebenfalls bis an die nördliche Gemeindegrenze.
∗∗ Die Häuser direkt am See bei Weyer gehören zur Katastralgemeinde Traunstein, sowie auch ein Flurstück mit einigen Häusern der Karl Jos. v. Frey-Gasse und des Grünbergwegs (darunter auch die Grünberg-Seilbahn-Talstation und Schloss Weyer).

## Geschichte und Sehenswürdigkeiten
In Schlagen befinden sich das Schloss Cumberland sowie der denkmalgeschützte Bahnhof Engelhof der Lokalbahn Gmunden–Vorchdorf und der früheren Pferdeeisenbahn Budweis–Linz–Gmunden.